# Bombylius c-album
Bombylius c-album är en tvåvingeart som beskrevs av Neal L. Evenhuis 1984. Bombylius c-album ingår i släktet Bombylius och familjen svävflugor. Inga underarter finns listade i Catalogue of Life.